# فابیو خوزه دوس سانتوس
فابیو خوزه دوس سانتوس (به پرتغالی: Fábio José dos Santos) هافبک اهل برزیل است که در شهر برزیل و در تاریخ ۲۶ ژوئن ۱۹۷۳ به دنیا آمده‌است.
فابیو خوزه دوس سانتوس در تیم‌های فوتبال Vitória، Joinville، بازل، Joinville، کوریتیبا، Oita Trinita، آلبیرکس نیگاتا، Juventude، Vegalta Sendai سابقهٔ حضور دارد.